# O Grande Momento
O Grande Momento é um filme brasileiro de 1958, do gênero drama, dirigido por Roberto Santos. É considerado um dos precursores do Cinema Novo e em novembro de 2015, entrou na lista dos 100 melhores filmes brasileiros de todos os tempos, elaborada e administrada pela Associação Brasileira de Críticos de Cinema (Abraccine).

## Locações
O longa-metragem foi filmado no bairro paulistano do Brás e no Parque Shangai.

## Sinopse
O filme conta a história de um jovem filho de imigrante italiano que, às vésperas de seu casamento, sai em busca de dinheiro para pagar as despesas com a festa.

## Elenco
- Gianfrancesco Guarnieri ... Zeca
- Myriam Pérsia ... Ângela
- Vera Gertel ... irmã de Zeca
- Jaime Barcellos ... Atílio Santini
- Turíbio Ruiz
- Norah Fontes ... mãe de Zeca
- Paulo Goulart ... Vitório
- Angelito Mello
- Lima Duarte
- Cecília Thompson
- Milton Gonçalves
- Geraldo Ferraz
- Suzy Arruda
- Carmem Silva
- Raimundo Duprat
- Samuel dos Santos
- Henrique César
- Flávio Migliaccio
- Cavagnole Neto
- Joselita Alvarenga
- Gilberto Wagner
- Hervê Leblon
- Sérgio Rosa
- Arlindo Pinto
- Dalva Dias
- Ana Mello
- Gaetano Mazza
- Roberto Alrean
- Sônia Greiss
- Paulo Correa
- Esdras Vassalo
- Nelson Turini
- Paulo A. Lazzarin
- Nadir Martins
- Wilson Rocha
- Milton Goulart
- Harry Dukat
- Júlio Ramler
- Luiz Antônio
- Francisco Fabrizi
- Luiz Francunha
- Paulo Geraldo
- Hélio Paiva